# Доње Виново
Доње Виново је насељено мјесто у Далмацији. Припада општини Унешић у Шибенско-книнској жупанији, Република Хрватска.

## Географија
Доње Виново се налази око 9 км источно од Унешића.

## Историја
До територијалне реорганизације у Хрватској насеље се налазило у саставу бивше велике општине Дрниш.

## Становништво
Према попису становништва из 2011. године, насеље Доње Виново је имало 79 становника.
| Демографија | Демографија | Демографија |
| Година      | Становника  | Становника  |
| ----------- | ----------- | ----------- |
| 1961.       | 646         |             |
| 1971.       | 607         |             |
| 1981.       | 434         |             |
| 1991.       | 215         |             |
| 2001.       | 90          |             |
| 2011.       |             | 79          |

## Попис1991.
На попису становништва 1991. године, насељено место Доње Виново је имало 215 становника, следећег националног састава:
| Попис 1991.‍ | Попис 1991.‍ | Попис 1991.‍ | Попис 1991.‍ | Попис 1991.‍ |
| ----------- | ----------- | ----------- | ----------- | ----------- |
|             |             |             |             |             |
| Хрвати      | Хрвати      |             | 215         | 100%        |
| укупно: 215 |             |             |             |             |